# Tijovac (Svrljig)
Pour les articles homonymes, voir Tijovac.
Tijovac (en serbe cyrillique : Тијовац) est un village de Serbie situé dans la municipalité de Svrljig, district de Nišava. Au recensement de 2011, il comptait 73 habitants.

## Démographie
| 1948 | 1953 | 1961 | 1971 | 1981 | 1991 | 2002 | 2011 |
| ---- | ---- | ---- | ---- | ---- | ---- | ---- | ---- |
| 542  | 521  | 472  | 396  | 319  | 193  | 118  | 73   |

|  |